# Turhan Bey
Pour les articles homonymes, voir Bey.

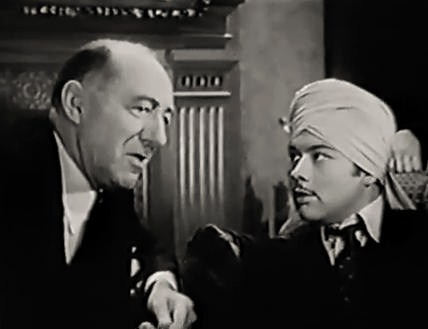
Avec Lumsden Hare, dans Shadows on the Stairs (1941)

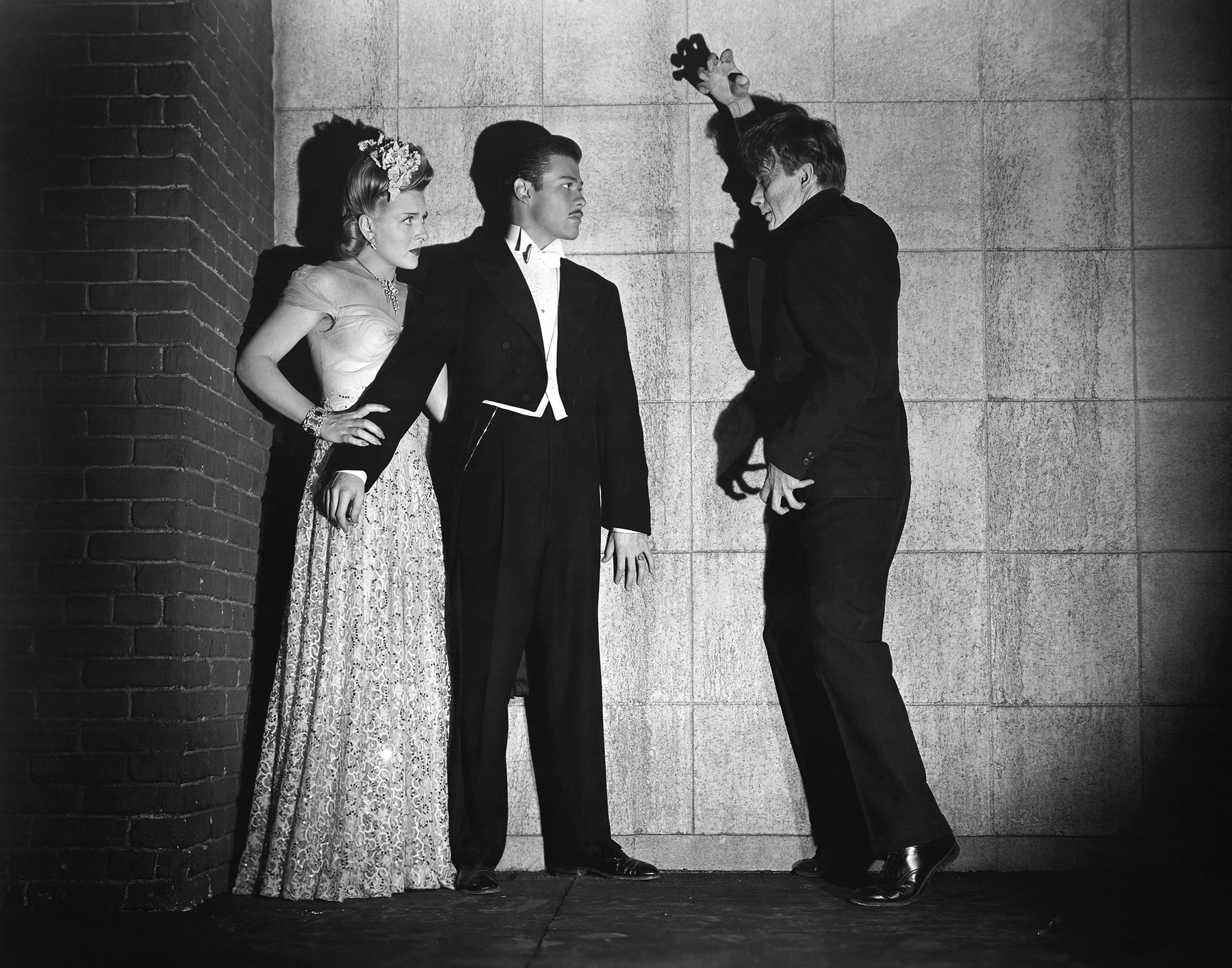
De g. à d. : Evelyn Ankers, Turhan Bey et David Bruce, dans The Mad Ghoul (1943, photo promotionnelle)

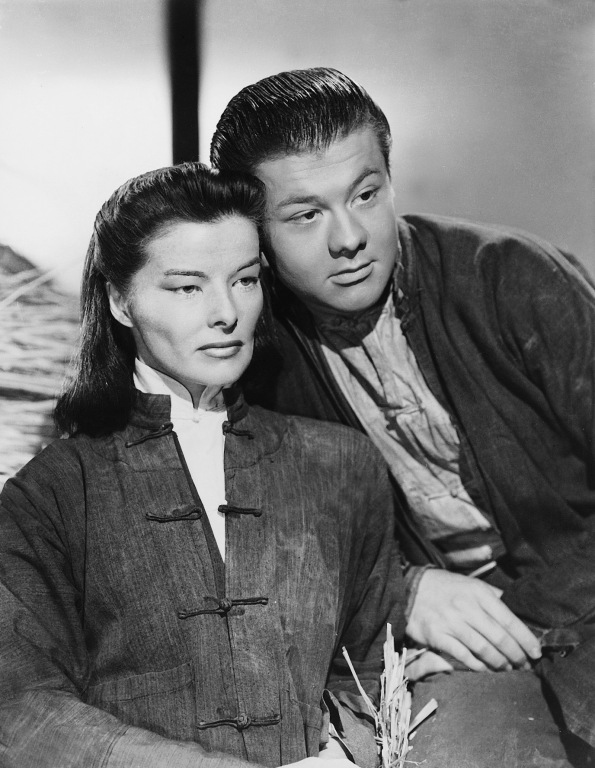
Avec Katharine Hepburn, dans Les Fils du dragon (1944, photo promotionnelle)

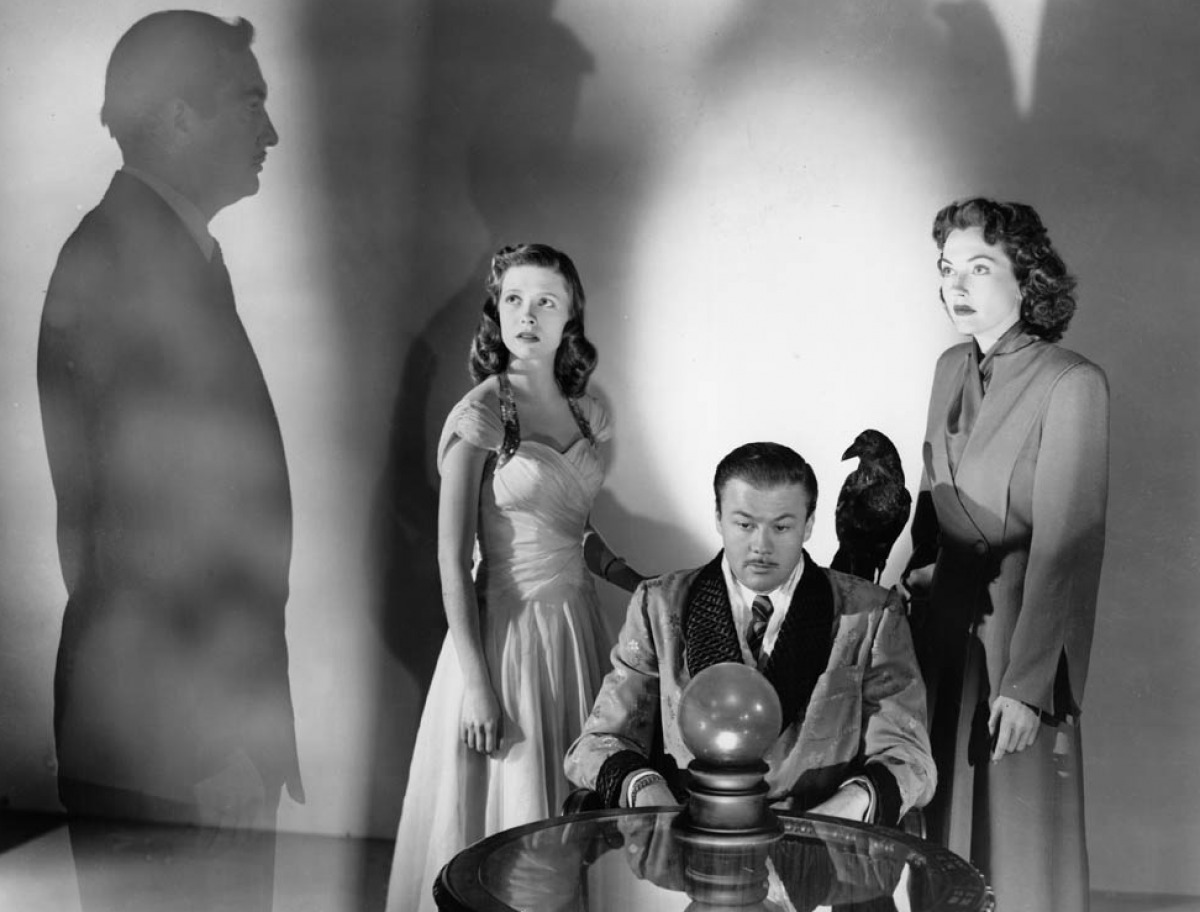
De g. à d. : Donald Curtis, Cathy O'Donnell, Turhan Bey et Lynn Bari, dans The Amazing Mr. X (1948, photo promotionnelle)

Turhan Bey est un acteur et producteur américain d'origine turque, de son nom complet Turhan Gilbert Salahattin Sahultavy Bey, né le 30 mars 1922 à Vienne (Autriche), et mort dans cette ville le 30 septembre 2012.

## Biographie
Né à Vienne d'un père diplomate turc alors en poste dans la capitale autrichienne et d'une mère tchécoslovaque, Turhan Bey émigre aux États-Unis en 1940 (à la suite de l'Anschluss) et obtient la citoyenneté américaine. Il débute au cinéma à Hollywood, dans Shadows on the Stairs (en) de D. Ross Lederman (avec Frieda Inescort, Paul Cavanagh et Heather Angel), puis Footsteps in the Dark de Lloyd Bacon (avec Errol Flynn, Brenda Marshall et Ralph Bellamy), sortis en 1941.
Hormis une coproduction américano-mexicaine de 1948 (Les Aventures de Casanova de Roberto Gavaldón, avec Arturo de Córdova et Lucille Bremer), il contribue à trente-deux films américains — où il tient souvent des rôles « exotiques » —, jusqu'à Les Prisonniers de la casbah de Richard L. Bare (avec Gloria Grahame et Cesar Romero). Après le tournage en 1952 de ce film (sorti en 1953), il retourne en Europe, où il produit — unique expérience à ce titre — Stolen Identity de Gunther von Fritsch, film américano-autrichien avec Francis Lederer, dont l'action se situe en grande partie dans sa ville natale, lui aussi sorti en 1953.
De cette première période — comprenant notamment des serials et films d'horreur d'Universal Pictures et des productions de Warner Bros. (dont ses deux premiers films pré-cités) —, mentionnons également Les Mille et Une Nuits de John Rawlins (1942, avec Jon Hall, María Montez et Sabu), Intrigues en Orient de Raoul Walsh (1943, avec George Raft et Brenda Marshall), Les Fils du dragon de Jack Conway et Harold S. Bucquet (1944, avec Katharine Hepburn, Walter Huston et Aline MacMahon), ou encore The Amazing Mr. X de Bernard Vorhaus (1948, avec Lynn Bari et Cathy O'Donnell).
Retiré de l'écran pendant une quarantaine d'années, Turhan Bey réapparaît au cinéma dans quatre films américains sortis en 1994 et 1995, dont Possessed by the Night de Fred Olen Ray (1994, avec Shannon Tweed, Sandahl Bergman et Chad McQueen) et Virtual Combat d'Andrew Stevens (son dernier film, 1995, avec Don Wilson et Michael Dorn).
De plus, durant cette seconde période, il collabore pour la télévision à cinq séries américaines, entre 1993 (un épisode de seaQuest, police des mers) et 1998 (un second épisode de Babylon 5, après un premier en 1995).

## Filmographie

### Au cinéma (sélection)
(films américains, comme acteur, sauf mention contraire ou complémentaire)
- 1941 : Shadows on the Stairs (en) de D. Ross Lederman
- 1941 : Des pas dans la nuit (Footsteps in the Dark) de Lloyd Bacon
- 1941 : Complot en Arabie (en) (Raiders of the Desert) de John Rawlins
- 1941 : The Gay Falcon de Irving Reis
- 1941 : Burma Convoy (en) de Noel Smith
- 1942 : Junior G-Men of the Air (en) de Lewis D. Collins et Ray Taylor (serial)
- 1942 : La Tombe de la Momie (The Mummy's Tomb) de Harold Young
- 1942 : Les Mille et Une Nuits (Arabian Nights) de John Rawlins
- 1942 : La Jungle rugit (Drums of the Congo) de Christy Cabanne
- 1942 : Guérilla en Chine (Destination Unknown) de Ray Taylor
- 1943 : Intrigues en Orient (Background to Danger) de Raoul Walsh
- 1943 : The Adventures of Smilin' Jack (en) de Lewis D. Collins et Ray Taylor (serial)
- 1943 : La Sauvagesse blanche (en) ou Princesse des îles (White Savage) de Arthur Lubin
- 1943 : The Mad Ghoul de James P. Hogan
- 1944 : Les Fils du dragon (Dragon Seed) de Jack Conway et Harold S. Bucquet
- 1944 : Ali Baba et les Quarante Voleurs (Ali Baba and the Forty Thieves) d'Arthur Lubin
- 1944 : Hollywood Parade (Follow the Boys) d'A. Edward Sutherland et John Rawlins (caméo ; lui-même)
- 1944 : La Passion du docteur Holmes (The Climax) de George Waggner
- 1944 : Cavalcade musicale (Bowery to Broadway) de Charles Lamont
- 1945 : Frisco Sal (en) de George Waggner
- 1945 : Soudan (Sudan) de John Rawlins
- 1946 : Night in Paradise de Arthur Lubin
- 1947 : Out of the Blue de Leigh Jason
- 1947 : Out of the Blue de Leigh Jason
- 1948 : Les Aventures de Casanova ou Le Règne de la terreur (Adventures of Casanova) de Roberto Gavaldón (film américano-mexicain)
- 1948 : L'Incroyable Monsieur X (The Amazing Mr. X) de Bernard Vorhaus
- 1948 : Parole, Inc. d'Alfred Zeisler
- 1949 : La Révolte des fauves (Song of India) d'Albert S. Rogell
- 1953 : Les Prisonniers de la casbah (Prisoners of the Casbah) de Richard L. Bare
- 1953 : Stolen Identity de Gunther von Fritsch[3] (film américano-autrichien, comme producteur)
- 1994 : Possessed by the Night de Fred Olen Ray
- 1995 : The Skateboard Kid II d'Andrew Stevens
- 1995 : Virtual Combat d'Andrew Stevens

### À la télévision (séries - intégrale)
- 1993 : seaQuest, police des mers (seaQuest DSV)
  - Saison 1, épisode 3 Les Merveilles d'Alexandrie (Treasures of the Mind) de Bryan Spicer
- 1995 : Arabesque (Murder, She Wrote)
  - Saison 11, épisode 13 Mort et dénégation (Death 'N Denial)
- 1995 : VR.5
  - Saison unique, épisode 13 Retrouvailles (Reunion)
- 1997 : Le Visiteur (The Visitor)
  - Saison unique, épisode 6 Perdus de vue (The Black Box)
- 1995-1998 : Babylon 5
  - Saison 2, épisode 9 La Venue des ombres (The Coming of Shadows, 1995)
  - Saison 5, épisode 5 Meurtres à la chaîne (Learning Curve, 1998)